# Zinédine Machach
Zinédine Machach (Marsiglia, 5 gennaio 1996) è un calciatore francese di origini marocchine e algerine, centrocampista del Melbourne Victory.

## Biografia
È nato a Marsiglia da padre marocchino e madre algerina.

## Caratteristiche tecniche
È un centrocampista centrale, utilizzato prevalentemente come mezzala ma in grado di giocare anche da trequartista. Strutturato fisicamente e abile nel controllo palla, è dotato di buona tecnica individuale e visione di gioco. Possiede, inoltre, un ottimo tiro dalla distanza.

## Carriera

### Club

#### Tolosa e Marsiglia
Il 23 maggio 2015 debutta, con il Tolosa, nella partita persa per 2-3 contro il Nizza. Il 14 ottobre firma il primo contratto da professionista, mentre il 27 luglio 2016, viene ceduto in prestito con diritto di riscatto all'Olympique Marsiglia. Rientrato al Tolosa, il 16 settembre 2017, prima dell'incontro della squadra riserve contro l'Olympique Alès, ha un violento litigio con l'allenatore Denis Zanko, culminato con una rissa; il 31 ottobre viene licenziato dal club francese.

#### Napoli e prestiti a Carpi, Crotone e Cosenza
L'11 gennaio 2018 viene ingaggiato dal Napoli, con cui firma un contratto fino al 2022. La prima convocazione arriva il 4 febbraio seguente nella vittoriosa trasferta (0-2) contro il Benevento.
Senza aver esordito in maglia azzurra, il 21 luglio seguente passa in prestito al Carpi, in Serie B. A gennaio lascia il club emiliano per trasferirsi (sempre in prestito) al Crotone.
Il 2 settembre 2019 viene ceduto in prestito al Cosenza per la stagione 2019-2020. Il 29 febbraio 2020 segna il suo primo gol in un campionato italiano, siglando il gol del pareggio definitivo in casa del Venezia.

#### Prestiti all'estero: VVV-Venlo e Honvéd
Il 1º ottobre 2020 viene ceduto a titolo temporaneo al VVV-Venlo. Nel corso della stagione gioca costantemente titolare dopo 24 presenze non riesce ad evitare la retrocessione della squadra in Eerste Divisie avvenuta già con largo anticipo prima del termine del campionato. Non venendo riscattato fa ritorno al Napoli con cui disputa tutta la preparazione estiva mettendosi alla luce per il gol segnato in amichevole al Bayern Monaco.
Il 31 agosto 2021 viene ceduto in prestito all'Honvéd. Dopo aver esordito nel derby cittadino contro il Ferencváros, il 1º ottobre segna la sua prima rete con il club di Kispest, segnando allo scadere su punizione da 25 metri il gol che completa la rimonta nel match che terminerà poi 2-1 a favore della sua squadra ai danni del Kisvárda.

#### Iōnikos
Il 2 luglio 2022 viene ceduto a titolo definitivo allo Iōnikos. Esordisce in Souper Ligka Ellada il 21 agosto 2022 in una gara persa in trasferta per 1-0 contro il Panathīnaïkos. La sua stagione nel club greco non sarà del tutto positiva, scendendo in campo per sole 16 volte ottenendo anche un'espulsione alla penultima giornata nella schiacciante sconfitta per 6-0 contro il PAOK: Machach sarà ammonito prima della fine del primo tempo per poi farsi espellere al 49' minuto. Il club greco si ritroverà a dover affrontare una serie di play-out per evitare la retrocessione, dove riuscirà a segnare una doppietta all'OFI Creta permettendo alla sua squadra di agguantare il pareggio.

#### Melbourne Victory
L'8 agosto 2023 passa a titolo definitivo al Melbourne Victory, club militante nella A-League Men, sottoscrivendo un contratto annuale. Il 26 marzo 2024 il club annuncia il rinnovo del centrocampista fino al 2026.

## Statistiche

### Presenze e reti nei club
Statistiche aggiornate al 21 dicembre 2024.
| Stagione                 | Squadra                  | Campionato               | Campionato | Campionato | Coppe nazionali | Coppe nazionali | Coppe nazionali | Coppe continentali | Coppe continentali | Coppe continentali | Altre coppe | Altre coppe | Altre coppe | Totale | Totale |
| Stagione                 | Squadra                  | Comp                     | Pres       | Reti       | Comp            | Pres            | Reti            | Comp               | Pres               | Reti               | Comp        | Pres        | Reti        | Pres   | Reti   |
| ------------------------ | ------------------------ | ------------------------ | ---------- | ---------- | --------------- | --------------- | --------------- | ------------------ | ------------------ | ------------------ | ----------- | ----------- | ----------- | ------ | ------ |
| 2014-2015                | Tolosa                   | L1                       | 1          | 0          | CF+CdL          | 0+0             | 0               | -                  | -                  | -                  | -           | -           | -           | 1      | 0      |
| 2015-2016                | Tolosa                   | L1                       | 16         | 1          | CF+CdL          | 1+4             | 0               | -                  | -                  | -                  | -           | -           | -           | 21     | 1      |
| 2016-2017                | Olympique Marsiglia      | L1                       | 10         | 0          | CF+CdL          | 1+1             | 0+1             | -                  | -                  | -                  | -           | -           | -           | 12     | 1      |
| ago.-ott. 2017           | Tolosa                   | L1                       | 4          | 1          | CF+CdL          | 0+0             | 0               | -                  | -                  | -                  | -           | -           | -           | 4      | 1      |
| Totale Tolosa            | Totale Tolosa            | Totale Tolosa            | 21         | 2          |                 | 5               | 0               |                    | -                  | -                  |             | -           | -           | 26     | 2      |
| gen.-giu. 2018           | Napoli                   | A                        | 0          | 0          | CI              | 0               | 0               | UEL                | 0                  | 0                  | -           | -           | -           | 0      | 0      |
| 2018-gen. 2019           | Carpi                    | B                        | 10         | 0          | CI              | 1               | 0               | -                  | -                  | -                  | -           | -           | -           | 11     | 0      |
| gen.-giu. 2019           | Crotone                  | B                        | 15         | 0          | CI              | -               | -               | -                  | -                  | -                  | -           | -           | -           | 15     | 0      |
| 2019-2020                | Cosenza                  | B                        | 18         | 1          | CI              | 0               | 0               | -                  | -                  | -                  | -           | -           | -           | 18     | 1      |
| 2020-2021                | VVV-Venlo                | ED                       | 24         | 0          | CO              | 5               | 0               | -                  | -                  | -                  | -           | -           | -           | 29     | 0      |
| 2021-2022                | Honvéd                   | NBI                      | 21         | 3          | MK              | 3               | 0               | -                  | -                  | -                  | -           | -           | -           | 24     | 3      |
| 2022-2023                | Iōnikos                  | SL                       | 13         | 0          | GC              | 1               | 0               |                    | -                  | -                  | -           | -           | -           | 14     | 0      |
| 2023-2024                | Melbourne Victory        | AL                       | 27+2       | 7          | AC              | 0               | 0               | -                  | -                  | -                  | -           | -           | -           | 29     | 7      |
| 2024-2025                | Melbourne Victory        | AL                       | 8          | 2          | AC              | 5               | 0               | -                  | -                  | -                  | -           | -           | -           | 13     | 2      |
| Totale Melbourne Victory | Totale Melbourne Victory | Totale Melbourne Victory | 35+2       | 9          |                 | 5               | 0               |                    | -                  | -                  |             | -           | -           | 42     | 9      |
| Totale carriera          | Totale carriera          | Totale carriera          | 169        | 15         |                 | 22              | 1               |                    | 0                  | 0                  |             | -           | -           | 191    | 16     |